# Paul Rabe
Paul Rabe (Hoym, 24 de agosto de 1869 - Hamburgo, 28 de agosto de 1952) foi um químico e professor alemão da Universidade de Hamburgo.
Em 1895, recebeu o doutorado com Ludwig Knorr na Universidade de Jena, e em 1900, alcançou lá a habilitação. De 1901 até 1911, foi professor assistente e, a partir de 1904, professor universitário em Jena. De 1912 a 1914, foi professor adjunto de química experimental na Universidade de Praga; de 1914 a 1935, professor e diretor do Laboratório de Química do Estado de Hamburgo; de 1914 a 1919, professor do Instituto Colonial de Hamburgo e, de 1919 a 1935, professor titular de química na Universidade de Hamburgo. Em 1919 e 1920, foi Decano da Faculdade de Matemática e Ciências Naturais da Universidade de Hamburgo; em 1935, tornou-se professor emérito após um conflito com um estudante nazista; em 1949, foi doutor honorário da Faculdade de Medicina da Universidade de Hamburgo.
Em 1908, Rabe descobriu a estrutura molecular da quinina.
Assinou, em novembro de 1933, o compromisso dos professores das Universidades e Colégios alemães para com Adolf Hitler.